# Убивства в Іст-Енді
В 2002 було відкрито справу про вбивство двох жінок та одного підлітка в Іст-Енді районі Хьюстону, Техас. Звинуваченими у справі фігурували Едгардо Рафаель Кубас Матаморос (нар. 7 лютого, 1979),, громадянин Гондурасу; Вальтер Александр Сорто (нар. 10 серпня 1977), громадянин Сальвадру; та Едуардо Наварро, на момент злочину було 15 років.

## Злочин
Перша жертва іспанка, 15-ти річна Есмеральда Альварадо учениця десятого класу середньої школи Ламару. Народилася в Іст-Енді. 18 січня 2002 зникла після того як покинув будинок бойфренда. Вона була викрадена, зґвалтована та вбита вогнепальним пострілом у голову. Була знайдена 22 січня 2002 на полі в індустріальному районі 18000 Маркет стріт.
Дві інші жертви 24 - річна Роксана Арацелі Капулін та 38 - річна Марія Морено Рангел були офіціантками та разом працювали в ресторані El Mirador який в 1994 придбала сім'я  Капулін. Сім'я Капулін були емігрантами з Сальвадору. 31 травня 2002 року обидві жінки зникли, а 1 липня їх тіла було знайдено в автівці Роксани Капулін. Вони були вбиті вогнепальною зброєю, їх очі та рот були заклеєні стрічкою.

## Підозрювані
нелегальний мігрант Кубас, вихідець з Сан-Мігелю,. Який залишив рідне місто в 2000 році, на той час мав фіктивний шлюб з дружиною з Хьюстону та його батько також мав будинок в Хьюстоні. Він займався прибиранням офісів та встановленням ізоляції, раніше судимостей не мав. 
Сорто, також нелегальний мігрант, раніше був засуджений за незаконне ввезення зброї та збройне пограбування, за першу судимість отримав 10 днів ув'язнення за друге 10 років виправних робіт. Був одружений та мав дітей . 

## Суд і покарання

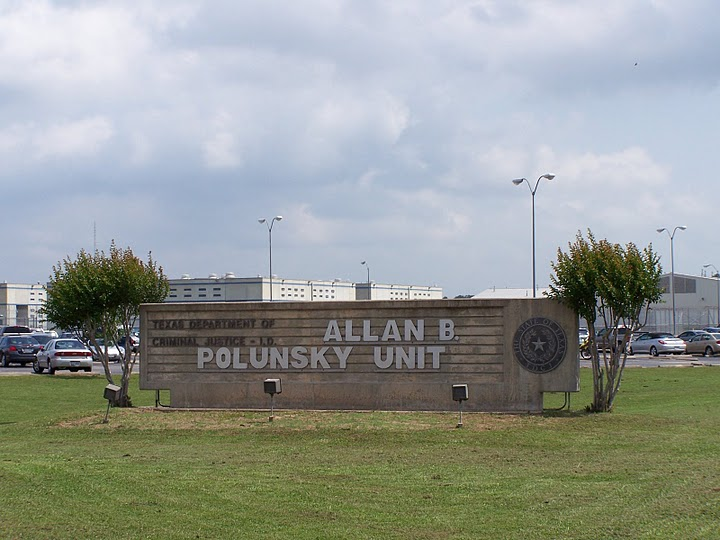
Дорослі злочинці розміщені в Polunsky Unit

Сорто добровільно прийшов до поліцейського відділку з чистосердечним признанням. Він зізнався у скоєнні злочинів після його арешту. Через день був арештований підліток в своєму будинку. Кубас був арештований під час роботи на будівельному майданчику в місті Томбелл, Техас. Гільберто Вільярреал один з адвокатів Кубаса, заявив що крім Альварадо він також зізнався у вбивстві Капулін.
Прокурори намагалися добитись смертельної кари для Сорто та Кубаса, Наварро через те, що не мав на той час 18 років, не міг судитись до смертної страти. Наварро був водієм під час вбивства Капулін та Рангел. Його судили як дорослого. 
В листопаді 2003 Сорто був засуджений до страти, за вбивство Капулін та Рангел. 
Френсіс Норткат та Вільярреал були захисниками Кубаса. Під час розглядання справи, давати свідчення приїхало його сім родичів. Він був засудженний за вбивство Альварадо в 10 травня 2004 року а 22 травня після 2,5 годин обговорення суд приговорив його до смертної кари.